# Айуне, Жан Реми
Жан Реми Айуне (фр. Jean Rémy Ayouné; 5 июня 1914 — декабрь 1992) — габонский государственный, политический и дипломатический деятель. Министр иностранных дел Габона с 1968 по 1971 год, министр государственной службы (1964—1968) и юстиции (1971—1972).

## Биография
Окончил престижную школу Монфорт, где обучалась национальная элита, продолжил учёбу в Браззавиле, в новом учебном заведении для руководителей Французсой Экваториальной Африки.
В 1936 год поступил в колониальную администрацию в Браззавиле. Быстро продвинулся по карьерной лестнице.
Опубликовал во Франции несколько статей и книг по вопросу об отношениях между колонизаторами и коренными народами Африки, и роли чернокожих в общественной жизни. Эти работы и статьи обратили на него внимание, что послужило подъёму его на вершину иерархии колониальной администрации.
В 1940 году Жан-Реми Айуне стал членом кабинета Феликса Эбуэ и его близким соратником. В 1942 году газету «Воспитание африканской молодежи», призывавшей к формированию новой Африки.
В 1944 году подтвердил свою высокую репутацию интеллектуального лидера Габона во время выступления, отмеченного Шарлем де Голлем во время международной конференции в Браззавиле. Жан-Реми Айуне стал одним из самых влиятельных африканцев в администрации Французсой Экваториальной Африки в Браззавиле.
В 1953 году был назначен в делегацию Французсой Экваториальной Африки в Париже, где работал до 1956 года.
С 1960 года — советник посольства в ФРГ. В 1961 году был первым послом Габона в ФРГ. С 1964 году — член правительства Габона, сформированное после переворота. Назначен министром государственной службы.
В июле 1968 года снова на дипломатической службе в качестве министра иностранных дел. Занимался строительством новой дипломатии Габона. В 1971 году занял пост министра юстиции.
В 1972 году назначен руководителем торговой палаты, на этой должности работал 21 год.
Умер в декабре 1992 года.